# Municipio de Laporte
El municipio de Laporte (en inglés: Laporte Township) es un municipio ubicado en el condado de Sullivan en el estado estadounidense de Pensilvania. En el año 2000 tenía una población de 373 habitantes y una densidad poblacional de 2 personas por km².

## Geografía
El municipio de Laporte se encuentra ubicado en las coordenadas 41°22′25″N 76°29′28″O / 41.37361, -76.49111.

## Demografía
Según la Oficina del Censo en 2000 los ingresos medios por hogar en la localidad eran de $30 000 y los ingresos medios por familia eran $36,875. Los hombres tenían unos ingresos medios de $33,750 frente a los $23,125 para las mujeres. La renta per cápita para la localidad era de $16,845. Alrededor del 15,4% de la población estaban por debajo del umbral de pobreza.